# Manuel Mancini (tiratore)
Manuel Mancini (Borgo Maggiore, 20 ottobre 1982) è un tiratore a volo sammarinese, specialità trap.

## Carriera
Intraprende l'attività agonistica nel 2000 e debutta l'anno seguente nelle competizioni internazionali a livello juniores ai mondiali disputati a Il Cairo nel 2001.
Ai mondiali vanta un ottavo posto come miglior piazzamento individuale (a Lima nel 2013) e due medaglie di bronzo a squadre (Monaco 2010 e Lonato 2015).
Ai Giochi del Mediterraneo di Mersin 2013 eguaglia il record mondiale in qualifica (125/125), ma successivamente fallisce l'assalto alle medaglie, chiudendo in sesta posizione. Sempre nel 2013 ottiene un quarto posto ai XV Giochi dei piccoli stati d'Europa, perdendo lo shoot-off per la medaglia di bronzo.
All'edizione inaugurale dei Giochi europei ottiene il quinto posto nella gara individuale e vince la medaglia di bronzo nell'evento misto, in coppia con Alessandra Perilli.
È atleta d'interesse nazionale per il Comitato Olimpico Nazionale Sammarinese.